# Distretto di Voranava
Il distretto di Voranava (in bielorusso Воранаўскі раён?) è un distretto (raën) della Bielorussia appartenente alla regione di Hrodna.